# Resolució 1615 del Consell de Seguretat de les Nacions Unides
La Resolució 1615 del Consell de Seguretat de les Nacions Unides fou adoptada per unanimitat el 29 de juliol de 2005. Després de reafirmar totes les resolucions sobre Abkhàzia i Geòrgia, particularment la Resolució 1582 (2005), el Consell va ampliar el mandat de la Missió d'Observació de les Nacions Unides a Geòrgia (UNOMIG) fins al 31 de gener de 2006.

## Resolució

### Observacions
En el preàmbul de la resolució, el Consell de Seguretat va subratllar que la manca de progrés en un acord entre les dues parts era inacceptable. Va condemnar l'enderrocament d'un helicòpter UNOMIG l'octubre de 2001, que va provocar nou morts i va lamentar que els autors de l'atac no haguessin estat identificats. Les contribucions de les forces de manteniment de la pau de la UNOMIG i de la Comunitat d'Estats Independents (CIS) a la regió van ser benvingudes, a més del procés de pau liderat per les Nacions Unides.

### Actes
El Consell de Seguretat va acollir amb beneplàcit els esforços polítics per resoldre la situació, en particular els "Principis bàsics per a la distribució de competències entre Tbilisi i Sukhumi" per facilitar les negociacions entre Geòrgia i Abkhàzia. Va lamentar la manca de progrés en les negociacions d'estatus polític i la negativa d'Abkhàzia a discutir el document, i va demanar a ambdues parts que superessin la seva desconfiança recíproca. Totes les violacions de l'Acord d'Alto el Foc i Separació de Forces de 1994 van ser condemnades, tot i que es va donar la benvinguda a un protocol signat el 12 de maig de 2005 per reforçar la seva implementació. El Consell també va acollir amb beneplàcit la calma a la vall de Kodori i la signatura d'un protocol per ambdues parts el 2 d'abril de 2002. Es van observar les preocupacions de la població civil i es va demanar a la part georgiana que garantís la seguretat de les tropes de la UNOMIG i de la CEI a la vall. Es van fomentar grans esforços per millorar la seguretat al districte de Gali (Abkhàzia).
La resolució va instar a les dues parts a revitalitzar el procés de pau, inclosa una major participació en qüestions relacionades amb refugiats, desplaçats interns, cooperació econòmica i assumptes polítics i de seguretat. També va reafirmar la inacceptabilitat dels canvis demogràfics derivats del conflicte. Abkhàzia, en particular, va ser cridada a millorar l'aplicació de la llei, a abordar la manca d'instrucció als georgians ètnics en la seva llengua materna i a garantir la seguretat dels refugiats que tornaven.
El Consell va tornar a demanar a ambdues parts que adoptessin mesures per identificar els responsables de l'enderrocament d'un helicòpter de la UNOMIG l'octubre de 2001. Es va demanar a ambdues parts que es disociessin de la retòrica militar i les manifestacions en suport de grups armats il·legals i vetllin per la seguretat del personal de les Nacions Unides. A més, hi havia preocupacions sobre la seguretat del personal de la UNOMIG, amb segrestos repetits del personal de manteniment de la pau de la UNOMIG i la CIS, que el Consell va condemnar.
Finalment, es va demanar al Secretari General de les Nacions Unides Kofi Annan que informés sobre la situació a Abkhàzia en un termini de tres mesos.